# 私がビーバーになる時
『私がビーバーになる時』（わたしがビーバーになるとき、原題: Hoppers）は、2026年のアメリカ合衆国のSF・コメディ・アニメーション映画。ピクサー・アニメーション・スタジオ製作。脚本・監督はダニエル・チョン。声の出演には、パイパー・カーダ、ボビー・モイニハン、ジョン・ハムが名を連ねる。物語は、動物と意思疎通を図るために心をビーバー型ロボットに移された少女・メイベルを中心に展開する。
チョンは2020年12月にピクサーで新たなオリジナル作品の製作に着手。2024年8月に本作のタイトルが『Hoppers』であることが正式に発表され、あわせてカーダ、モイニハン、ハムの出演も公表された。
アメリカでは2026年3月6日、日本では同年春に劇場公開が予定されている。

## ストーリー
科学者たちが人間の意識をリアルなロボット動物に転送させる技術を発明した後、メイベル・タナカはその技術を用い、ビーバー型ロボットの体を借りて行動を開始する。目的は、地元の動物たちの生息地を破壊しようとする建設会社の計画を阻止することだった。

## 登場人物
メイベル・タナカ（Mabel Tanaka）
声 - パイパー・カーダ
動物を愛する少女で、自身の意識をロボットビーバーの体に移される。
キング・ジョージ（King George）
声 - ボビー・モイニハン
動物たちの王国を統治するビーバーの王。
ジェリー市長（Mayor Jerry）
声 - ジョン・ハム
強欲な市長。

## 製作
2020年12月、ダニエル・チョンは、自身のTwitterアカウントで、カートゥーン ネットワークのテレビシリーズ『ぼくらベアベアーズ』（2015年 - 2019年）および『ぼくらベアベアーズ: ザ・ムービー』（2020年）の制作を終え、ピクサーに復帰したこと、そしてオリジナル長編映画の制作に取り組んでいることを明かした。制作にあたって、ビーバーが住む国立公園のある地域を訪れたり、動物型ロボットを自然の中に設置して生態系を調査するドキュメンタリーを観たりといった調査を行ったが、中でも最大のインスピレーションを受けた作品の一つが、高畑勲監督の『平成狸合戦ぽんぽこ』なのだという。
2024年8月、D23ファンイベントにて、ピクサーのチーフ・クリエイティブ・オフィサーであるピート・ドクターが、本作のタイトルが『Hoppers』であることを発表した。その直後、脚本家のジェシー・アンドリューズが、自身のX（旧Twitter）で3年間本作に携わってきたことを明かした。同イベントでは、パイパー・カーダ、ボビー・モイニハン、ジョン・ハムが声優として出演することも公表された。
2024年12月、『ハリウッド・リポーター』は、元ピクサーのアーティストの証言として、本作の製作陣が「環境保護に関するメッセージを控えめにするよう指示された」と報じた。しかし、2025年7月の『スクリーン・ラント』のインタビューで、チョンはテーマが検閲されたという見方を否定し、「むしろ、方向性には一貫性を感じた」と述べている。そのうえで「正直なところ、ピクサーの映画はどれも非常に多くの試行錯誤を経て作られていて、結果的に誰かの目には“検閲された”ように映ることもあるかもしれないが、少なくとも本作に関しては自然な制作過程の一部だった」と説明している。

## 公開
本作は、2026年3月6日にアメリカ合衆国で、同年春に日本で劇場公開される予定である。

### マーケティング
本作の初公開となるイメージ画像は、2025年6月に開催されたアヌシー国際アニメーション映画祭で披露された。同月後半には、リザードの絵文字をスマートフォンに何度も打ち込むトカゲの姿を描いた短いティーザー映像が、ピクサー作品『星つなぎのエリオ』（2025年）のエンドクレジット後に劇場で上映された。